# 카를 프리드리히 루돌프 스멘트
카를 프리드리히 루돌프 스멘트(Carl Friedrich Rudolf Smend, 1882년 1월 15일 ~ 1975년 7월 5일)는 독일제국 시대에 출생하여 바이마르 공화국에서 통합론을 발표한 헌법학자로서 히틀러 시대에 정치적 압박을 받았으나 제2차 세계대전 후에 서독 헌법학의 주요 인물이 되었던 독일 헌법학자이다.
독일의 학자로 루돌프 스멘트와 율리우스 스멘트 형제가 있었는데, 루돌프 스멘트의 아들이 카를 프리드리히 루돌프 스멘트이다. 그러나, 한국 헌법학에서는 루돌프 스멘트라고 하면, 아버지 루돌프 스멘트가 아니라 아들 루돌프 스멘트, 즉 헌법학자인 카를 프리드리히 루돌프 스멘트를 말한다.

## 동시대 학자
2010년 현재 한국의 헌법학에서는 켈젠(1881년생), 스멘트(1882년생), 슈미트(1888년생)를 자주 언급하는데, 이 셋은 모두 서로 다른 학문적 경향을 주장한 동년배 학자들이다. 실증주의의 켈젠은 스위스로 망명을 가서 나중에 미국인이 되었으며, 통합주의의 스멘트는 히틀러로부터 소외되었고, 결단주의의 슈미트는 히틀러의 헌법학자로 이름을 떨쳤다. 스멘트의 한국인 제자는 없지만, 그의 제자인 콘라드 헷세(Konrad Hesse)의 제자로서 계희열 전 고려대학교 교수가 있다.
우리나라 헌법학계에서는 권영성 전 서울대학교 교수의 독일 스승 라이프홀츠 교수도 스멘트 학파에 속하는 학자였다. 또한 허영 전 연세대학교 교수는 권영성 전 교수와 쌍벽을 이루었던 헌법학자인데, 그의 스승인 독일 뮌헨대학교 페터 레르혜(Peter Lerche) 교수의 학문적 입장도 스멘트의 제자인 헷세의 입장과 많은 점에서 일치하였다. 결국 학설상 차이가 없는 것은 아니었지만 서울대, 고려대, 연세대의 헌법학자들이 모두 스멘트의 학문적 영향을 받았다고 할 수 있다. 2010년 현재 한국과 독일의 헌법 이론과 판례는 모두 스멘트의 통합론에 의거하여 구성된 것이라고 해도 과언이 아니다.
한편 켈젠은 법실증주의자로서 실정법의 완결성과 그에 대한 기속을 강조하는 입장이며, 슈미트는 초기에 이에 반대하여 자연법론을 취하였다가 구체적 질서론을 주장하며 나치의 불법체제를 옹호하는 어용학자가 되었다. 스멘트 역시 법실증주의에 반대하며 통합론을 주장하였으나, 통합론은 사실 국가론이었다. 스멘트는 기본권을 물적 통합의 요소로 보았는데, 그 개념의 난해성으로 인하여 연구가 부족한 많은 사람들이 스멘트는 기본권을 권리(주관적 공권)가 아니라 의무(객관적 질서)라고 하여 켈젠에 가까운 주장을 했다고 날조하기도 한다. 스멘트는 베를린 대학교 교수로 재직중 나치의 정치적 압력을 받아 괴팅겐 대학교로 자리를 옮겼고, 그 이후로는 교회법 연구에 몰두하였다.
스멘트의 통합론에 대하여 줄기차게 비판을 가하고 있는 학자로는 80년대 이후 헌법학의 주류에서 밀려난 김철수 전 서울대학교 교수와 그의 제자인 성균관대학교 출신의 김효전 전 동아대학교 교수가 있다. 이들은 자칭 자연법론을 주장하지만 자연법론도 그 내용이 매우 다양하기 때문에 어떠한 자연법론인지 그 실체를 명확하게 밝혀야 하는데 그렇게 하지 않는다. 그로 인하여 이들은 슈미트의 이론을 추종하는 학자들로 분류된다. 다른 한편 마르크스주의적 입장에서 스멘트의 통합론을 파시즘 이론으로 간주하는 국순옥 전 인하대학교 교수와 민주법학 연구자들이 있는데, 이 역시 통합론의 악용 가능성을 일방적으로 강조하는 입장으로서 통합론에 대한 정확한 연구 성과는 아니다.